# Campionato islandese di scacchi
Il campionato islandese di scacchi si svolge ufficialmente in Islanda dal 1913 per determinare il campione nazionale di scacchi. È organizzato dalla Federazione scacchistica islandese (in islandese: Skáksamband Islands). Dal 1975 si svolge anche il campionato femminile.
Si svolge usualmente a Reykjavík nel mese di luglio o agosto. Il torneo si è sempre svolto con il formato del doppio girone, con l'eccezione del 100º anniversario del 2013, in cui il torneo si è svolto con il sistema svizzero.

## Albo dei vincitori
- La lista dei vincitori prima del 2013 è tratta dal sito della Federazione scacchistica islandese.[1]

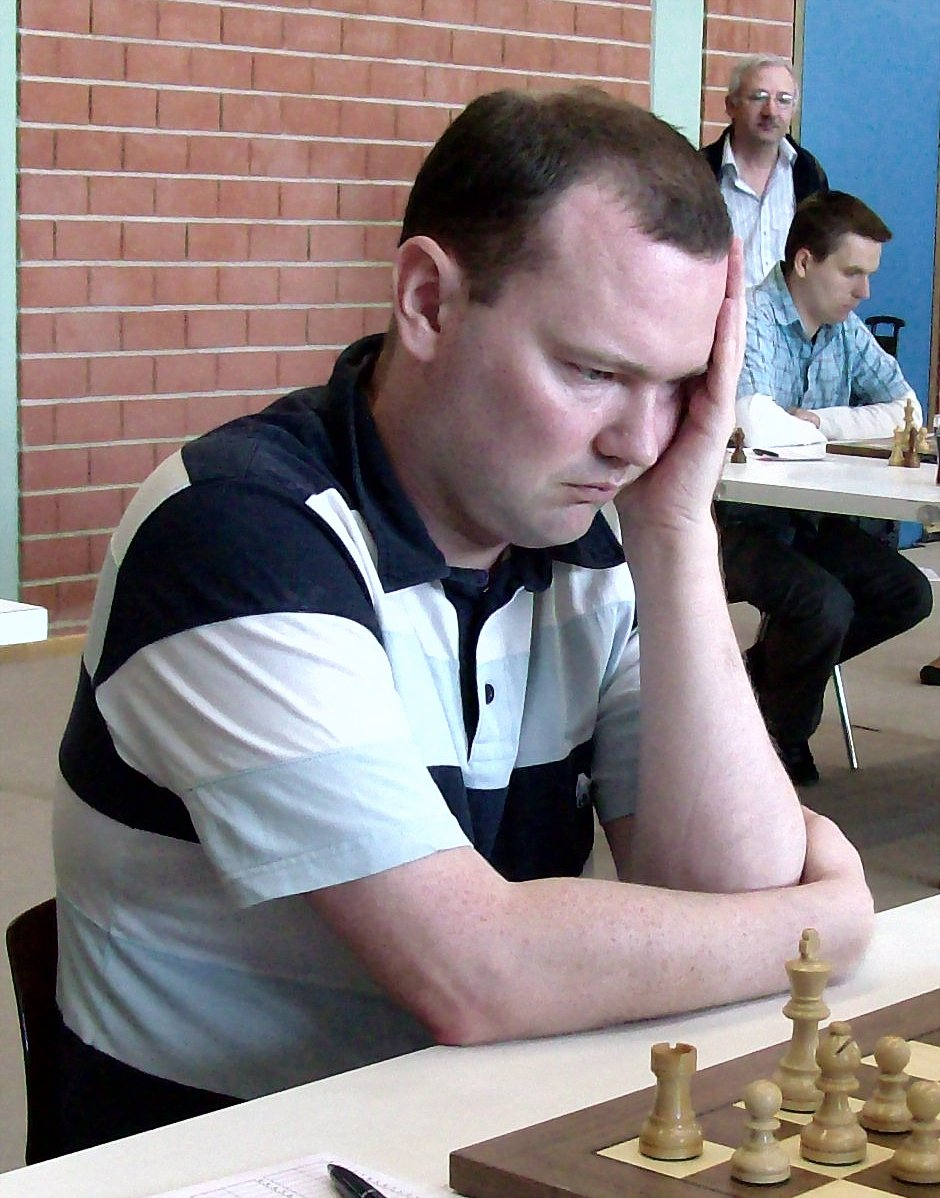
Hannes Stefánsson, vincitore di 13 campionati islandesi.

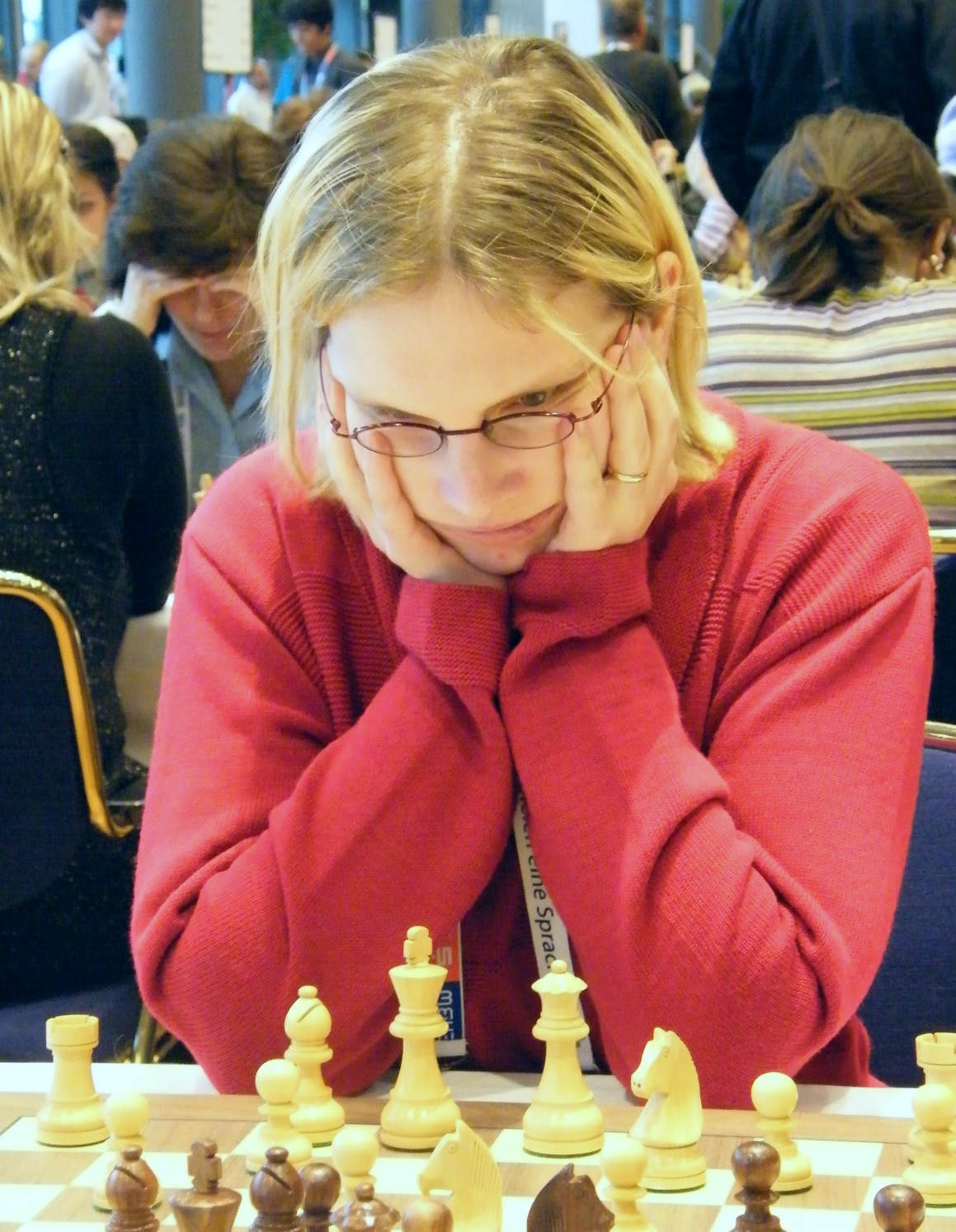
Lenka Ptáčníková, vincitrice di 12 campionati islandesi femminili.

| Anno | Assoluto                   | Femminile                   |
| ---- | -------------------------- | --------------------------- |
| 1913 | Pétur Zóphóniasson         |                             |
| 1914 | Pétur Zóphóniasson         |                             |
| 1915 | Pétur Zóphóniasson         |                             |
| 1916 | Pétur Zóphóniasson         |                             |
| 1917 | Pétur Zóphóniasson         |                             |
| 1918 | Eggert Gilfer              |                             |
| 1919 | Stefán Olafsson            |                             |
| 1920 | Eggert Gilfer              |                             |
| 1921 | Stefán Olafsson            |                             |
| 1922 | Stefán Olafsson            |                             |
| 1923 | Friman Olafsson            |                             |
| 1924 | Sigurdur Jónsson           |                             |
| 1925 | Eggert Gilfer              |                             |
| 1926 | Sigurdur Jónsson           |                             |
| 1927 | Eggert Gilfer              |                             |
| 1928 | Einar Thorvaldsson         |                             |
| 1929 | Eggert Gilfer              |                             |
| 1930 | Hannes Hafstein            |                             |
| 1931 | Ásmundur Ásgeirsson        |                             |
| 1932 | Jón Guðmundsson            |                             |
| 1933 | Ásmundur Ásgeirsson        |                             |
| 1934 | Ásmundur Ásgeirsson        |                             |
| 1935 | Eggert Gilfer              |                             |
| 1936 | Jón Gudmundsson            |                             |
| 1937 | Jón Gudmundsson            |                             |
| 1938 | Baldur Möller              |                             |
| 1939 | Baldur Möller              |                             |
| 1940 | Einar Thorvaldsson         |                             |
| 1941 | Baldur Möller              |                             |
| 1942 | Eggert Gilfer              |                             |
| 1943 | Baldur Möller              |                             |
| 1944 | Ásmundur Ásgeirsson        |                             |
| 1945 | Ásmundur Ásgeirsson        |                             |
| 1946 | Ásmundur Ásgeirsson        |                             |
| 1947 | Baldur Möller              |                             |
| 1948 | Baldur Möller              |                             |
| 1949 | Guðmundur Arnlaugsson      |                             |
| 1950 | Baldur Möller              |                             |
| 1951 | Lárus Johnsen              |                             |
| 1952 | Friðrik Ólafsson           |                             |
| 1953 | Friðrik Ólafsson           |                             |
| 1954 | Guðmundur Guðmundsson      |                             |
| 1955 | Guðmundur Guðmundsson      |                             |
| 1956 | Ingi Randver Jóhannsson    |                             |
| 1957 | Friðrik Ólafsson           |                             |
| 1958 | Ingi Randver Jóhannsson    |                             |
| 1959 | Ingi Randver Jóhannsson    |                             |
| 1960 | Freysteinn Thorbergsson    |                             |
| 1961 | Friðrik Ólafsson           |                             |
| 1962 | Friðrik Ólafsson           |                             |
| 1963 | Ingi Randver Jóhannsson    |                             |
| 1964 | Helgi Ólafsson sr.         |                             |
| 1965 | Guðmundur Sigurjónsson     |                             |
| 1966 | Gunnar Kristinn Gunnarsson |                             |
| 1967 | Björn Thorsteinsson        |                             |
| 1968 | Guðmundur Sigurjónsson     |                             |
| 1969 | Friðrik Ólafsson           |                             |
| 1970 | Olafur Magnússon           |                             |
| 1971 | Jón Kristinsson            |                             |
| 1972 | Guðmundur Sigurjónsson     |                             |
| 1973 | Olafur Magnússon           |                             |
| 1974 | Jón Kristinsson            |                             |
| 1975 | Björn Thorsteinsson        | Guðlaug Thorsteinsdóttir    |
| 1976 | Haukur Angantýsson         | Birna Norðdahl              |
| 1977 | Jón Arnason                | Ólöf Tráinsdóttir           |
| 1978 | Helgi Ólafsson             | Ólöf Tráinsdóttir           |
| 1979 | Ingvar Ásmundsson          | Áslaug Kristinsdóttir       |
| 1980 | Jóhann Hjartarson          | Birna Norðdahl              |
| 1981 | Helgi Ólafsson             | Sigurlaug Friðþjófsdóttir   |
| 1982 | Jón Arnason                | Guðlaug Thorsteinsdóttir    |
| 1983 | Hilmar Karlsson            | Áslaug Kristinsdóttir       |
| 1984 | Jóhann Hjartarson          | Ólöf Tráinsdóttir           |
| 1985 | Karl Thorsteins            | Lilja Grétarsdóttir         |
| 1986 | Margeir Pétursson          | Lilja Grétarsdóttir         |
| 1987 | Margeir Pétursson          | Lilja Grétarsdóttir         |
| 1988 | Jón Arnason                | Lilja Grétarsdóttir         |
| 1989 | Karl Thorsteins            | Guðlaug Thorsteinsdóttir    |
| 1990 | Héðinn Steingrímsson       | Lilja Grétarsdóttir         |
| 1991 | Helgi Ólafsson             | Lilja Grétarsdóttir         |
| 1992 | Helgi Ólafsson             | Lilja Grétarsdóttir         |
| 1993 | Helgi Ólafsson             | Lilja Grétarsdóttir         |
| 1994 | Jóhann Hjartarson          | Áslaug Kristinsdóttir       |
| 1995 | Jóhann Hjartarson          | Ína Björg Árnadóttir        |
| 1996 | Helgi Ólafsson             | Anna Thorgrímsdóttir        |
| 1997 | Jóhann Hjartarson          | Lilja Grétarsdóttir         |
| 1998 | Hannes Stefánsson          | Ingibjörg Birgisdóttir      |
| 1999 | Hannes Stefánsson          | Ingibjörg Birgisdóttir      |
| 2000 | Jón Viktor Gunnarsson      | Harpa Ingólfsdóttir         |
| 2001 | Hannes Stefánsson          | Lilja Grétarsdóttir         |
| 2002 | Hannes Stefánsson          | Guðlaug Thorsteinsdóttir    |
| 2003 | Hannes Stefánsson          | Lilja Grétarsdóttir         |
| 2004 | Hannes Stefánsson          | Harpa Ingólfsdóttir         |
| 2005 | Hannes Stefánsson          | Guðlaug Thorsteinsdóttir    |
| 2006 | Hannes Stefánsson          | Lenka Ptáčníková            |
| 2007 | Hannes Stefánsson          | Guðlaug Thorsteinsdóttir    |
| 2008 | Hannes Stefánsson          | Hallgerður Thorsteinsdóttir |
| 2009 | Henrik Danielsen           | Lenka Ptáčníková            |
| 2010 | Hannes Stefánsson          | Lenka Ptáčníková            |
| 2011 | Héðinn Steingrímsson       | Elsa Kristínardóttir        |
| 2012 | Thröstur Thórhallsson      | Lenka Ptáčníková            |
| 2013 | Hannes Stefánsson          | Lenka Ptáčníková            |
| 2014 | Guðmundur Kjartansson      | Lenka Ptáčníková            |
| 2015 | Héðinn Steingrímsson       | Lenka Ptáčníková            |
| 2016 | Jóhann Hjartarson          | Lenka Ptáčníková            |
| 2017 | Guðmundur Kjartansson      | Lenka Ptáčníková            |
| 2018 | Helgi Áss Grétarsson       | Lenka Ptáčníková            |
| 2019 | Hannes Stefánsson          | Lenka Ptáčníková            |
| 2020 | Guðmundur Kjartansson      | Lenka Ptáčníková            |
| 2021 | Hjörvar Steinn Grétarsson  | Lenka Ptáčníková            |
| 2022 | Hjörvar Steinn Grétarsson  | Lenka Ptáčníková            |
| 2023 | Guðmundur Kjartansson      | Olga Prudnykova             |
| 2024 | Helgi Áss Grétarsson       | Olga Prudnykova             |

## Campioni islandesi di scacchi per corrispondenza
1. Jón Pálsson - Kristján Guðmundsson  (1974-1976)
2. Frank Herlufsen (1978-1980)
3. Hannes Ólafsson (1979-1981)
4. Árni Stefánsson (1980-1982)
5. Jón Pálsson (1981-1983)
6. Haukur Kristiánsson (1982-1984)
7. Jón Þór (1983-1985)
8. Ingimar Halldórsson (1984-1986)
9. Jón Kristinsson (1985-1987)
10. Jón Kristinsson (1986-1988)
11. Árni Stefánsson (1987-1989)
12. áskell Kárason (1988-1990)
13. Bjarni Magnússon - Jón Kristinsson (1989-1991)
14. Kristján Guðmunsson (1990-1992)
15. Kári Sólmundarson  (1991-1993)
16. Magnús Gunnarsson - Baldur Fjölnisson (1992-1994)
17. Jón Kristinsson (1994-1996)
18. Vigfús Vigfússon (1997-1999)
19. Gísli Gunnlaugsson - Hördur Garðarsson (1998-2000)
20. Jónas Jónasson (2002-2004)
21. Jónas Jónasson (2006-2008)  [2]
22. Árni Kristjánsson (2010-2012)  [3]